# Hansaplatz (tunnelbanestation)
U-Bahnhof Hansaplatz är en tunnelbanestation i stadsdelen Hansaviertel på linje U9 i Berlin. 
Tunnelbanestationen Hansaplatz öppnades 1961 och ritades av Bruno Grimmek. Stationen började byggas 1955 och stod klar 1957 och visades under Interbau. Då tunnelbanan inte var färdibyggd efter Hansaplatz kom man att ha trafik mellan Zoologischer Garten och Hansaplatz under Interbau Det är enkelt att ta sig till stora stadsparken Tiergarten härifrån och i direkt anslutning befinner sig Hansaplatz med ett mindre köpcentrum från 1950-talet. Det är den första stationen norr om Zoologischer Garten på linje U9. Stationen leder direkt upp till området Hansaviertel utan mellanvåningar. Stationen är byggnadsminnesmärkt men i restaureringsbehov. 

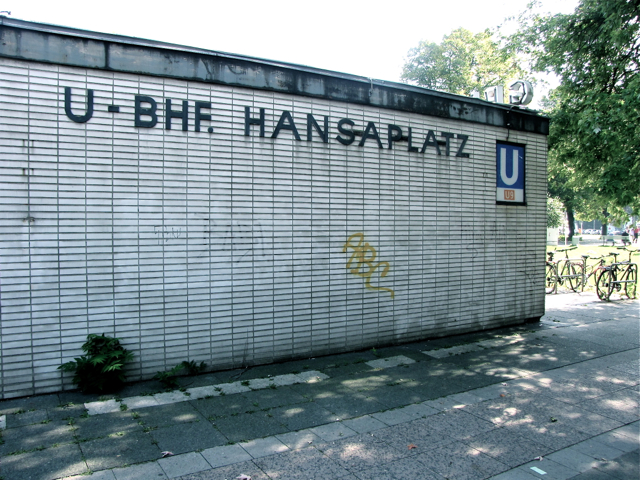
Hansaplatz
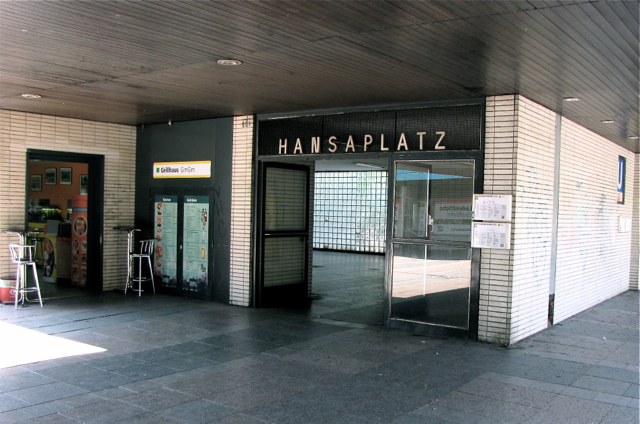
Ingången i anslutning till köpcentrumet
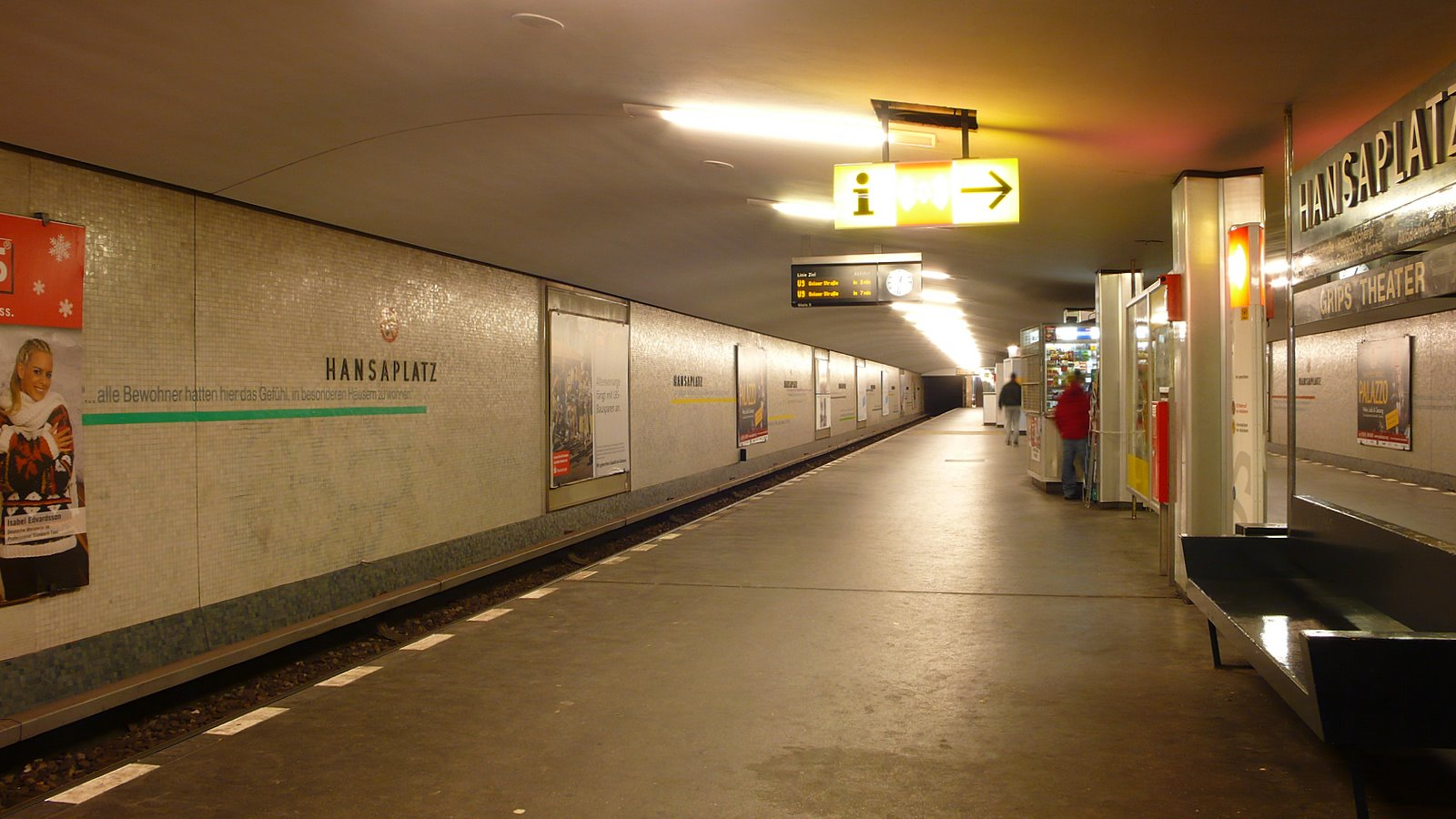
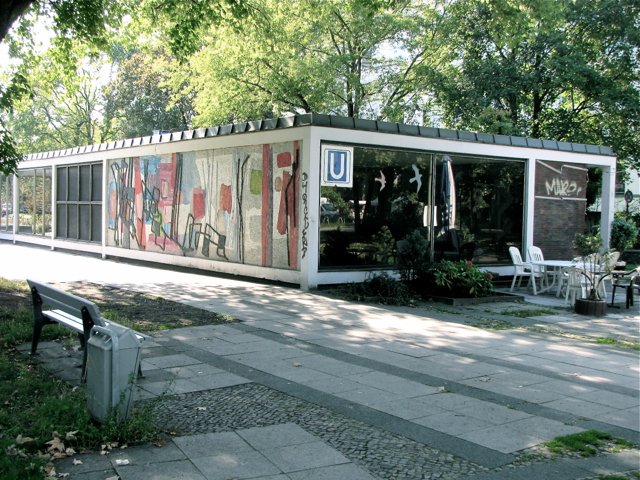
Södra ingången
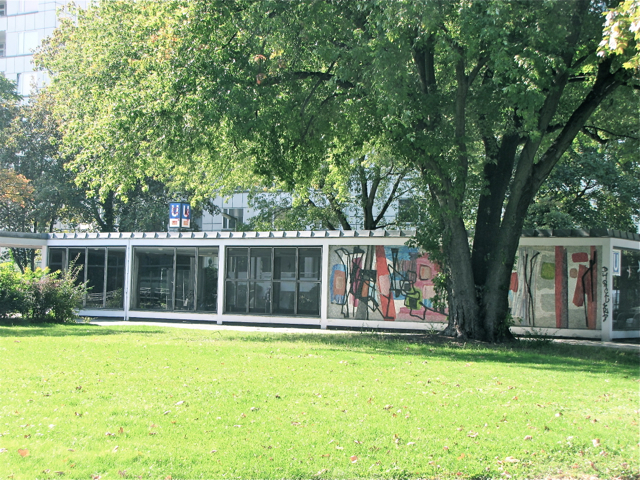
Södra ingången

## Kommunikationer
| Linje | Station    |  |  |  |
| U9    | Hansaplatz |  |  |  |